# Mary Chepkemboi
Mary Chepkemboi (* 17. Juli 1968) ist eine ehemalige kenianische Leichtathletin, die sich auf den Mittelstreckenlauf spezialisiert hat. 1984 wurde sie in Rabat Afrikameisterin 3000 Meter und 1982 in Kairo mit der 4-mal-400-Meter-Staffel. Ihre Schwestern Viola Cheptoo Lagat und Everlyne Lagat sowie ihre Brüder Bernard Lagat und Robert Cheseret waren ebenfalls als Leichtathleten aktiv.

## Sportliche Laufbahn
Erste internationale Erfahrungen sammelte Mary Chepkemboi vermutlich im Jahr 1982, als sie bei den Afrikameisterschaften in Kairo in 4:24,58 min die Silbermedaille im 1500-Meter-Lauf hinter ihrer Landsfrau Justina Chepchirchir gewann und sich über 800 Meter in 2:08,4 min die Bronzemedaille hinter der Uganderin Evelyn Adiru und Célestine N’Drin von der Elfenbeinküste gewann. Zudem siegte sie mit der kenianischen 4-mal-400-Meter-Staffel in 3:43,8 min gemeinsam mit Selina Chirchir, Ruth Atuti und Frida Kiptala. Anschließend kam sie bei den Commonwealth Games in Brisbane im 3000-Meter-Lauf nicht ins Ziel. 1984 siegte sie dann in 9:19,05 min über 3000 Meter bei den Afrikameisterschaften in Rabat.
In den Jahren 1981 und 1984 wurde Chepkemboi kenianische Meisterin im 1500-Meter-Lauf. 